# Peter Sonneveld
Peter Sonneveld (geb. vor 1976) ist ein niederländischer promovierter Ingenieur, der sich mit numerischer linearen Algebra befasst. Er ist am Institut für Angewandte Mathematik an der TU Delft.
Sonneveld veröffentlichte 1989 das CGS-Verfahren zur Lösung großer linearer Gleichungssysteme, einer Fortentwicklung des BiCG-Verfahrens. 1976 entwickelte er das Induced Dimension Reduction (IDR) Verfahren (veröffentlicht 1980) und 2006 mit Martin van Gijzen dessen Verallgemeinerung IDR(s). Sie gehören zu den Krylov-Verfahren (Lanczos-type product methods).

## Schriften
- A fast Lanczos-type solver for nonsymmetric linear systems, SIAM J. Sci. Statist. Comput., 10, 1989, 36–52
- mit M. B. van Gijzen:  IDR(s): a family of simple and fast algorithms for solving large nonsymmetric linear systems, SIAM Journal on Scientific Computing, Band 31, 2008, S. 1035–1062.
- mit M. B. van Gijzen:  An elegant IDR(s) variant that efficiently exploits bi-orthogonality properties. Reports of the Department of Applied Mathematical Analysis 21, TU Delft 2008
- mit Gerard L. G. Sleijpen, M. B. van Gijzen: Bi-CGSTAB as an induced dimension reduction method.,  Applied Numerical Mathematics, Band 60, 2010, S. 1100–1114.
- mit Martin Bastiaan van Gijzen:  Algorithm 913: an elegant IDR(s) variant that efficiently exploits, ACM Transactions on Mathematical Software, Band 38, 2011, S. 1–19.
- On the convergence behavior of IDR (s) and related methods. SIAM Journal on Scientific Computing, Band 34, 2012, S. 2576–2598.